# Simon Bucher
Simon Bucher, född 23 maj 2000 i Innsbruck, är en österrikisk simmare.

## Karriär
Vid VM 2024 i Doha tog Bucher silver på 100 meter fjärilsim. Vid EM 2024 i Belgrad tog han silver på 50 meter fjärilsim samt var en del av Österrikes lag som tog guld på 4×100 meter medley.